# Evangelische Kapelle Bad Salzig
Die Evangelische Kapelle Bad Salzig ist eine kleine Kapelle in Bad Salzig, einem Ortsteil der rheinland-pfälzischen Stadt Boppard. Sie gehört zur Kirchengemeinde Boppard im Kirchenkreis Koblenz der Evangelischen Kirche im Rheinland.

## Geschichte
In den 1920er-Jahren wurde in Bad Salzig der Wunsch laut, Gottesdienste in einem eigenen Gottesdienstraum in Bad Salzig abhalten zu können. Bevor ein eigenes Gebäude errichtet wurde, wurde zunächst ein Raum im örtlichen Kurhaus genutzt. Die Grundsteinlegung für eine Kapelle erfolgte am 28. Juli 1935, die Einweihung war am 24. April 1936. Der Entwurf für den Neubau stammte vom Architekten Hans Schönhagen.
Größere Renovierungsarbeiten fanden an der Kapelle 1967 und 1969 statt.
In den 2010er-Jahren gab es Bestrebungen, die Kapelle zu schließen. Im Jahr 2019 fiel die Entscheidung, die Kapelle weiterhin zu nutzen.

## Architektur
Die weiß verputzte Kapelle im Stil der Moderne ist mit einem schiefergedeckten Dach ausgestattet, auf dessen First am südlichen Ende ein kleiner Dachreiter aufsitzt.
Die in den 1950er-Jahren errichtete Evangelische Kirche in Ruschberg ähnelt stark der Kapelle in Bad Salzig.